# Ideoblothrus caecus
Ideoblothrus caecus är en spindeldjursart som först beskrevs av Volker Mahnert 1979.  Ideoblothrus caecus ingår i släktet Ideoblothrus och familjen spinnklokrypare. Inga underarter finns listade i Catalogue of Life.